# Гваматела
Гваматела (лат. Guamatela) — монотипный род травянистых растений монотипного семейства Гвамателовые (Guamatelaceae), входящего в порядок Кроссосомоцветные (Crossosomatales). Единственный вид — Гваматела Тюркхайма (Guamatela tuerckheimii).
Вид назван в честь немецкого ботаника Ганса фон Тюркхайма.

## Ботаническое описание
Это вечнозелёные невысокие кустарники. Листья супротивные, с зубчатым краем, имеют прилистники. Жилкование пальчатое. Нижняя сторона листа покрыта плотным белым войлочным опушением. Сосудистые пучки в черешках кольцевые.
Цветки имеют и чашечку, и венчик (двойной околоцветник). Они одинакового размера. Имеется 10 тычинок и 3 сросшихся плодолистика, расщеплённых лишь в области рыльца. Семязачатки заключены среди чашелистиков. Формируется множество семян, в которых, однако, нет эндосперма.
Эмбриология и биохимия этого вида практически неизвестна, равно как и число хромосом.

## Распространение
Впервые вид был описан в Гватемале, позднее он был обнаружен в Гондурасе и Мексике.

## Систематическое положение
Первоначально таксон был помещён в трибу Neillieae семейства Розовые (лат. Rosaceae). Это было основано на особенностях плода гвамателы и постоянном наличии прилистников у представителей, однако отсутствие эндосперма было совершенно нехарактерно для Neillieae, а такие черты, как супротивные листья, отсутствие хорошо развитого гипантия и сросшиеся плодолистики необычны и для семейства в целом. Больше никаких предположений относительно таксономического положения гвамателы сделано не было, впрочем, и её морфологические особенности никаких других вариантов не предполагали.
Образец ДНК был получен из двух экземпляров из гербариев в штате Оахака (Мексика) в 1969 году и в департаменте Эль-Прогресо (Гватемала) в 2000 году. Филогенетический анализ последовательности хлоропластовых генов rbcL, atpB и matK гвамателы, проведённый параллельно с таким анализом крупных групп эвдикот, однозначно утвердил родственную связь гвамателы и порядка кроссосомоцветные. Однако молекулярные и морфологические особенности гвамателы не соответствовали таковым ни одного доселе известного семейства, поэтому было принято выделить гвамателу в самостоятельное семейство гвамателовые.